# Gaetano I Boncompagni Ludovisi
Gaetano I Boncompagni Ludovisi (Isola del Liri, 21 agosto 1706 – Roma, 24 maggio 1777), fu IV principe sovrano di Piombino dal 1745 al 1777 e VII duca di Sora dal 1731 al 1777.

## Biografia

### I primi anni e la politica filo-spagnola

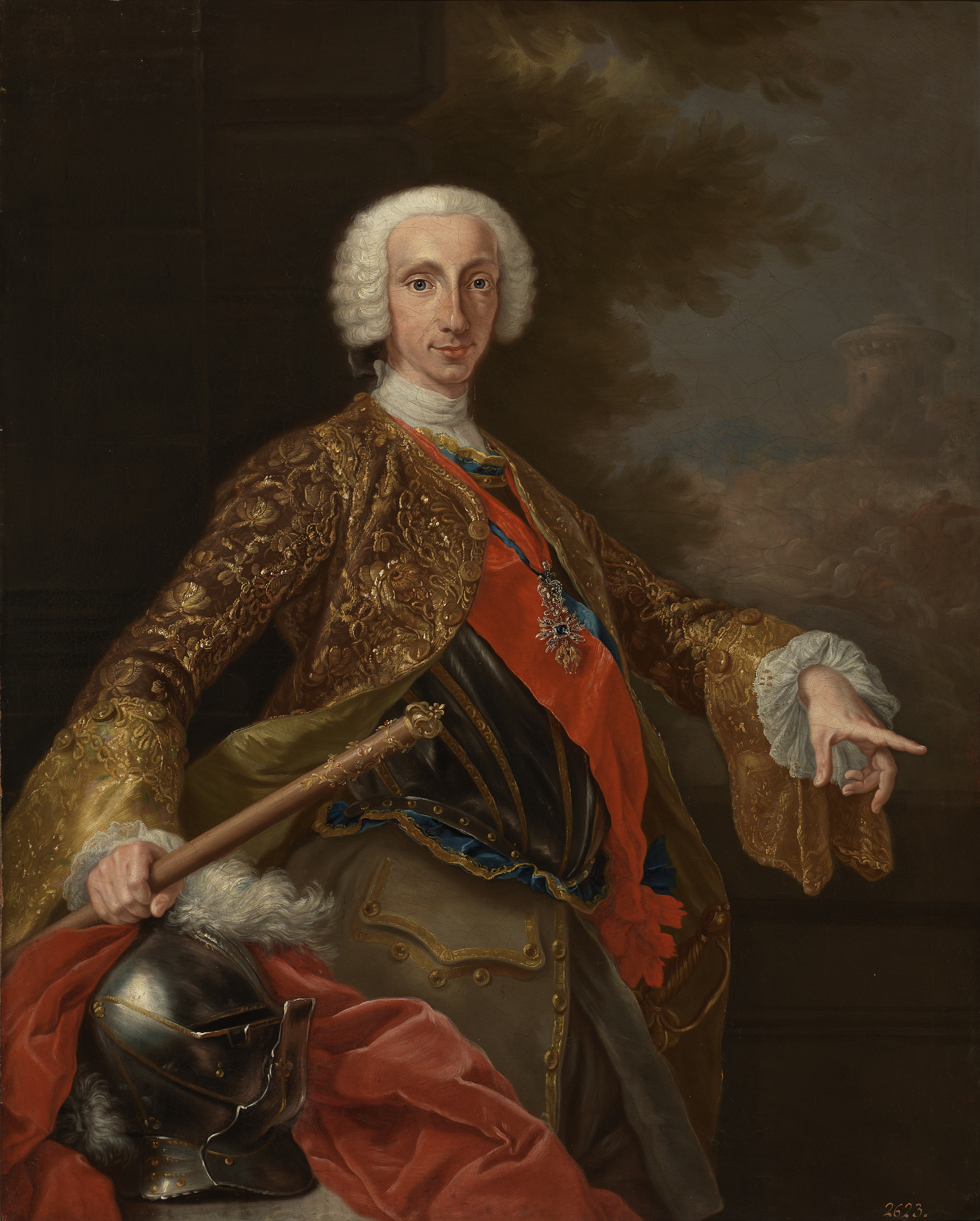
Carlo di Borbone, sovrano di Napoli, accordò al Boncompagni Ludovisi la propria completa fiducia durante i propri primi anni di regno, divenendo per contro uno dei suoi più acerrimi nemici negli ultimi anni di vita di Gaetano I

Gaetano era figlio di Antonio I Boncompagni, duca di Sora, e di sua moglie, Maria Eleonora Boncompagni Ludovisi, principessa di Piombino.
Alla morte di suo padre, nel 1731, papa Clemente XII lo nominò senatore di Bologna, carica tradizionalmente detenuta dalla famiglia Boncompagni per via ereditaria, provenendo anticamente da quella città. Interessatosi da subito della politica del piccolo principato di cui sua madre era sovrana, fu uno strenuo sostenitore delle pretese spagnole su Napoli così come già lo era stato suo padre quando Carlo III di Borbone aveva conquistato il regno nel 1734. Questa mossa politica così esposta, era probabilmente legata alla protezione della corte di Spagna che la sua famiglia si era guadagnata con secoli di fedeltà e dalla quale dipendeva la sopravvivenza stessa del principato di Piombino. Quando Carlo III fece il suo ingresso a Napoli, Gaetano venne designato assieme al principe di Centola quale rappresentante della nobiltà del regno, incaricato di portare al nuovo sovrano le chiavi simboliche della città. Carlo III manifestò da subito una notevole simpatia e preferenza nei confronti di Gaetano Boncompagni Ludovisi al punto che lo nominò suo maresciallo di campo e vicario generale dell'allora provincia d'Abruzzo, per poi sostituirlo in quest'ultima carica desiderando averlo al proprio servizio direttamente a Napoli.

### L'ambasceria in Spagna
Con la proclamazione del Regno di Napoli si rese necessario per Carlo III costituire anche una ambasceria presso la corte spagnola dato che ora le due corone risultavano formalmente divise e come primo ambasciatore a Madrid scelse proprio Gaetano. Per il suo nuovo incarico diplomatico (a cui era stato allettato con la ragguardevole cifra di 1500 ducati mensili) Gaetano partì da Napoli il 18 gennaio 1735, giungendo alla corte spagnola il 2 settembre successivo. Malgrado lo sfarzo con cui avvenne questa nomina e la rilevanza che venne data alla prima ambasceria tra queste due corti, stanti i rapporti di sudditanza dell'epoca della politica e della diplomazia Napoli verso quella di Madrid ed il potere esercitato da Filippo V in Spagna, l'impegno di Gaetano ebbe ben poca rilevanza al di la di un semplice omaggio del neo-re di Napoli ai propri genitori. Gli anni madrileni furono ad ogni modo per Gaetano un'importante fonte di contatti per le future relazioni che egli tenne personalmente con la Spagna. Il re di Spagna lo insignì dell'Ordine del Toson d'Oro nel 1736, ed il 20 ottobre dell'anno successivo, Gaetano venne richiamato in patria.

### Un politico potente ed intransigente

La regina Maria Amalia di Sassonia, moglie di Carlo III, fu tra le figure più potenti che sostennero l'operato di Gaetano I Boncompagni Ludovisi contro i ministri del re

Nel 1737, in occasione delle nozze tra Carlo III di Borbone e la principessa Maria Amalia di Sassonia, venne nominato maggiordomo maggiore della regina con il delicato incarico di riceverla al suo arrivo in Italia e poi di accompagnarla alla corte napoletana. A corte, Gaetano seppe ingraziarsi la nuova regina che lo sostenne nella lotta contro lo spagnolo Manuel de Benavides y Aragón, conte di Santisteban, primo segretario di stato del regno e vero direttore della politica napoletana di quegli anni. Di fronte all'impotenza di difendersi dall'influenza che la regina aveva nei confronti di suo marito, il conte di Santisteban decise di presentare al re le sue dimissioni, partendo poi alla volta della Spagna.
 
Il caso del conte di Santisteban nella vicenda biografica di Gaetano Boncompagni Ludovisi, ad ogni modo, non fu il solo in quanto egli assieme alla regina si schierò contro tutti coloro che in qualche maniera cercavano di assoggettare l'aristocrazia tradizionale napoletana ai dettami della corte centrale; si oppose così a tutti i successori del Santisteban: Montealegre, Fogliani e Tanucci figurarono tra i suoi nemici personali, come pure alla fine lo stesso re Carlo di Borbone. Oltre che della regina, Gaetano Boncompagni Ludovisi poteva contare sul supporto dei reali di Spagna che gli ottennero dapprima il titolo di cavaliere dell'Ordine di San Gennaro (da poco istituito) e poi (dal 22 maggio 1739) il titolo di Grande di Spagna consegnatogli da Filippo V in persona e trasmissibile ai suoi discendenti.

### La guerra di successione austriaca
Nell'agosto 1742, nel corso della guerra di successione austriaca, una squadra di navi inglesi apparve nel Golfo di Napoli per costringere il sovrano napoletano, sotto minaccia di bombardare la città, alla più assoluta neutralità nel conflitto. Il Boncompagni Ludovisi, da uomo di fiducia di corte, si oppose al parere del conte di Montealegre che era favorevole alle contrattazioni, e propose invece di rinchiudere il re per sicurezza a Caselnuovo e nel contempo di rispondere all'affronto con l'uso della forza. Malgrado la proposta di Gaetano I fosse stata largamente condivisa, prevalse alla fine il timore di un bombardamento della città e di una consequenziale rivolta popolare contro il governo e quindi Carlo III firmò il documento suo malgrado. Nel marzo del 1744, probabilmente incalzato dallo stesso Boncompagni Ludovisi, il re decise di prendere una posizione e di attaccare il Sacro Romano Impero e le sue armate; il duca di Sora ottenne l'incarico di accompagnare la regina a Gaeta, fortezza dove anche egli si trattenne sino al ritorno di Carlo III, vincitore del nemico a Velletri.

### La caduta in disgrazia

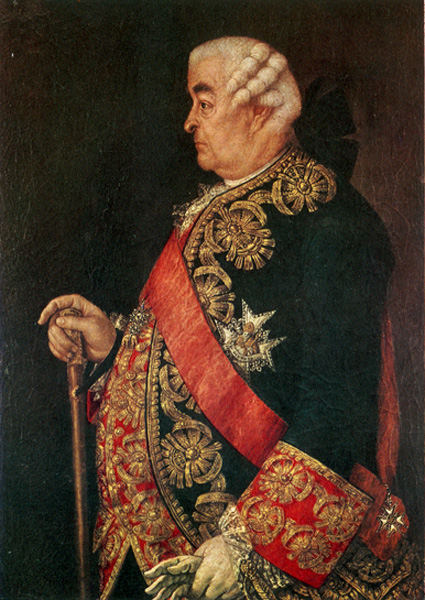
Domenico Cattaneo, principe di San Nicandro, consuocero di Gaetano I Boncompagni Ludovisi

L'influenza del Boncompagni Ludovisi a corte crebbe sempre più, al punto che la sua volontà giunse a portare il discredito sulla figura del conte di Montealegre, ma nulla poté contro l'opposizione personale che il re gli poneva contro, in particolare dopo alcune discussioni avvenute nell'ambito della firma di un concordato tra la Santa Sede ed il Regno di Napoli. I ministri di Carlo III erano infatti intenzionati a garantire una legislazione più snella grazie ad alcuni accordi precisi presi con la Santa Sede, ma il Boncompagni Ludovisi vi si oppose sia perché legato da interessi familiari e personali legati alla curia romana, ma anche e soprattutto perché uomo di sentimenti religiosi intransigenti. Quando Bernardo Tanucci si oppose alle controproposte presentate dal duca di Sora, questi si rivolse alla corte spagnola ed alle sue conoscenze a Madrid per contrastare le decisioni del primo ministro napoletano e già approvate da re Carlo III. Fu a questo punto che Carlo di Borbone perse definitivamente la pazienza ed arginò Gaetano I dalla politica napoletana, bollandolo come personaggio scomodo. Per tutta risposta, Gaetano, con l'ascesa al trono spagnolo da parte di Ferdinando VI nel 1746, si recò personalmente alla corte di Madrid per giurare solennemente fedeltà alla sola corona spagnola, legandovi indissolubilmente il principato di Piombino che amministrava come sovrano. Da questo punto in poi si aprì una lunghissima contesa tra la corte spagnola, quella napoletana ed il Boncompagni Ludovisi su chi dovesse esercitare realmente la sovranità sul principato di Piombino, e quindi chi dovesse legittimare Gaetano I a regnare su quelle terre. Il fatto si risolse nel 1759 quando Carlo III salì al trono di Spagna (lasciando quello di Napoli a suo figlio Ferdinando), complicando la situazione di Gaetano; tra i primi atti, il nuovo sovrano spagnolo pensò bene di fare solenne rinuncia della propria sovranità sull'Isola d'Elba e su Piombino in favore del Regno di Napoli.

### Il ritiro a Roma e la politica religiosa a favore dei gesuiti
Sconfitto ed amareggiato dagli eventi e rassegnato al fatto che ormai il suo dominio dipendesse dal regno di Napoli, Gaetano I nell'ottobre del 1747 fece ritorno in patria, ma rinunciò innanzitutto alla carica di maggiordomo maggiore che deteneva da anni, adducendo la scusa di volersi meglio occupare dell'amministrazione dei propri domini. Gaetano si ritirò a Roma, non mancando ad ogni modo di far sentire la propria voce contro i provvedimenti presi dalle corti spagnola e napoletana, in particolare nell'opposizione spagnola all'ordine dei gesuiti che invece il Boncompagni Ludovisi, assieme al cardinale Torrigiani, sostenevano. Quando alla fine l'opinione delle due corti coalizzate fu unanime nel voler espellere i gesuiti dai loro domini e dalle colonie americane della Spagna, il Boncompagni Ludovisi tenne una riunione nell'aprile del 1767 a Roma con padre Matteo Ricci, generale della Compagnia di Gesù, e diversi altri cardinali, ribadendo la necessità di opporsi al previsto arrivo presso la Santa Sede di un'ondata di sacerdoti gesuiti, invitando questi ultimi a resistere in segno di protesta verso i provvedimenti presi.
Il sentimento di profondo attaccamento alla religione di Gaetano I si esplicò anche in una serie di opere pratiche: a Roma fece costruire la cappella di San Giuseppe nella chiesa di Santa Maria alla Colonna Traiana, ordinò la ricostruzione della chiesa arcipretale di San Lorenzo a Sora, come pure del palazzo vescovile e del seminario di Roccasecca, oltre a patrocinare il convento dei cappuccini di Arpino. Fece nel contempo restaurare i palazzi di famiglia di Piombino e Sora, chiamando in loco delle famiglie di tessitori fiamminghi affinché vi incrementassero la produzione di lavorati in lana e altre fibre naturali.
Morì a Roma il 24 maggio 1777.

## Matrimonio e figli
Gaetano sposò il 6 novembre 1726 Laura Chigi (1708-1792), figlia del principe Augusto, dalla quale ebbe nove figli:
- Maria Teresa (16 novembre 1728 - 22 luglio 1729)
- Marianna (29 settembre 1730 - 1812), dama di corte di Maria Carolina d'Austria, moglie di Ferdinando IV, sposò nel 1748 Francesco Cattaneo, duca di Termoli e principe di San Nicandro, figlio di Domenico Cattaneo.
- Maria Maddalena (15 luglio 1733 - 11 settembre 1735)
- Antonio (1735-1801), succedette al padre nei suoi titoli e feudi
- Giacomo (6 settembre 1739 - in tenera età)
- Francesco (9 aprile 1741 - in tenera età)
- Ignazio (1743-1790), cardinale
- Maria Eleonora (4 marzo 1745 - 6 maggio 1745)
- Ippolita (15 gennaio 1751 - 8 agosto 1813), sposò nel 1768 il principe Abbondio Rezzonico, nipote di papa Clemente XIII

## Albero genealogico
|                                                                  |                                  |                                            | Genitori                                  |  |  | Nonni |  |  | Bisnonni                              |  |  | Trisnonni                            |  |
|                                                                  |                                  |                                            |                                           |  |  |       |  |  | Gregorio Boncompagni, II duca di Sora |  |  | Gregorio Boncompagni, I duca di Sora |  |
|                                                                  |                                  |                                            |                                           |  |  |       |  |  | Gregorio Boncompagni, II duca di Sora |  |  | Gregorio Boncompagni, I duca di Sora |  |
|                                                                  |                                  | Costanza Sforza                            |                                           |  |  |       |  |  | Gregorio Boncompagni, II duca di Sora |  |  |                                      |  |
| Ugo Boncompagni, IV duca di Sora                                 |                                  |                                            |                                           |  |  |       |  |  | Gregorio Boncompagni, II duca di Sora |  |  |                                      |  |
|                                                                  |                                  | Eleonora Zapata                            | Juan Bautista Zapata y Cisneros           |  |  |       |  |  |                                       |  |  |                                      |  |
|                                                                  |                                  | Eleonora Zapata                            | Juan Bautista Zapata y Cisneros           |  |  |       |  |  |                                       |  |  |                                      |  |
|                                                                  |                                  | Eleonora Zapata                            | Caterina Brancia                          |  |  |       |  |  |                                       |  |  |                                      |  |
| Antonio I Boncompagni, VI duca di Sora                           |                                  | Eleonora Zapata                            |                                           |  |  |       |  |  |                                       |  |  |                                      |  |
|                                                                  |                                  | Francesco Ruffo, II duca di Bagnara        | Carlo I Ruffo, I duca di Bagnara          |  |  |       |  |  |                                       |  |  |                                      |  |
|                                                                  |                                  | Francesco Ruffo, II duca di Bagnara        | Carlo I Ruffo, I duca di Bagnara          |  |  |       |  |  |                                       |  |  |                                      |  |
|                                                                  |                                  | Francesco Ruffo, II duca di Bagnara        | Antonia Spadafora                         |  |  |       |  |  |                                       |  |  |                                      |  |
| Maria Ruffo                                                      |                                  | Francesco Ruffo, II duca di Bagnara        |                                           |  |  |       |  |  |                                       |  |  |                                      |  |
|                                                                  |                                  | Guiomara Ruffo                             | Vincenzo Ruffo, signore di Santa Severina |  |  |       |  |  |                                       |  |  |                                      |  |
|                                                                  |                                  | Guiomara Ruffo                             | Vincenzo Ruffo, signore di Santa Severina |  |  |       |  |  |                                       |  |  |                                      |  |
|                                                                  |                                  | Guiomara Ruffo                             | Maria Ruffo, II principessa di Scilla     |  |  |       |  |  |                                       |  |  |                                      |  |
| Gaetano I Boncompagni Ludovisi, IV principe di Piombino          |                                  | Guiomara Ruffo                             |                                           |  |  |       |  |  |                                       |  |  |                                      |  |
|                                                                  | Ugo Boncompagni, IV duca di Sora | Gregorio Boncompagni, II duca di Sora      |                                           |  |  |       |  |  |                                       |  |  |                                      |  |
|                                                                  | Ugo Boncompagni, IV duca di Sora | Gregorio Boncompagni, II duca di Sora      |                                           |  |  |       |  |  |                                       |  |  |                                      |  |
|                                                                  | Ugo Boncompagni, IV duca di Sora | Eleonora Zapata                            |                                           |  |  |       |  |  |                                       |  |  |                                      |  |
| Gregorio Boncompagni, V duca di Sora, II co-principe di Piombino | Ugo Boncompagni, IV duca di Sora |                                            |                                           |  |  |       |  |  |                                       |  |  |                                      |  |
|                                                                  |                                  | Maria Ruffo                                | Francesco Ruffo, II duca di Bagnara       |  |  |       |  |  |                                       |  |  |                                      |  |
|                                                                  |                                  | Maria Ruffo                                | Francesco Ruffo, II duca di Bagnara       |  |  |       |  |  |                                       |  |  |                                      |  |
|                                                                  |                                  | Maria Ruffo                                | Guiomara Ruffo di Bagnara                 |  |  |       |  |  |                                       |  |  |                                      |  |
| Maria Eleonora Boncompagni Ludovisi, III principessa di Piombino |                                  | Maria Ruffo                                |                                           |  |  |       |  |  |                                       |  |  |                                      |  |
|                                                                  |                                  | Niccolò I Ludovisi, I principe di Piombino | Orazio Ludovisi, I duca di Fiano          |  |  |       |  |  |                                       |  |  |                                      |  |
|                                                                  |                                  | Niccolò I Ludovisi, I principe di Piombino | Orazio Ludovisi, I duca di Fiano          |  |  |       |  |  |                                       |  |  |                                      |  |
|                                                                  |                                  | Niccolò I Ludovisi, I principe di Piombino | Lavinia Albergati                         |  |  |       |  |  |                                       |  |  |                                      |  |
| Ippolita Ludovisi, II co-principessa di Piombino                 |                                  | Niccolò I Ludovisi, I principe di Piombino |                                           |  |  |       |  |  |                                       |  |  |                                      |  |
|                                                                  |                                  | Costanza Pamphilj                          | Pamphilio Pamphilj                        |  |  |       |  |  |                                       |  |  |                                      |  |
|                                                                  |                                  | Costanza Pamphilj                          | Pamphilio Pamphilj                        |  |  |       |  |  |                                       |  |  |                                      |  |
|                                                                  |                                  | Costanza Pamphilj                          | Olimpia Maidalchini                       |  |  |       |  |  |                                       |  |  |                                      |  |
|                                                                  |                                  | Costanza Pamphilj                          |                                           |  |  |       |  |  |                                       |  |  |                                      |  |